# Yakuza (игра)
Yakuza (яп. 龍が如く Рю: га Готоку, «Подобный дракону») — компьютерная игра из серии Yakuza, выпущенная для игровой консоли PlayStation 2 в 2006 году. Позже Sega объявила, что бюджет игры составил 2,4 миллиарда иен (21 млн долларов США). В 2012 и 2013 годах в Японии игра была переиздана для PlayStation 3 и Wii U вместе с Yakuza 2. В 2016 году был выпущен ремейк игры под названием Yakuza Kiwami.

## Сюжет
Главный герой игры Кадзума Кирю (яп. 桐生 一馬 Кирю Кадзума) — бывший якудза клана Тодзё, отсидевший 10 лет в тюрьме за убийство собственного босса (которое он не совершал, но взял вину на себя, чтобы спасти своего сводного брата, Акиру Нисикияму, и свою девушку, Юми Савамуру) и вышедший на свободу.
После освобождения Кадзума пытается найти Юми, пропавшую 5 лет назад. В ходе поисков он выясняет, что у Юми есть сестра — Мидзуки. Кадзума пытается найти Мидзуки и в результате знакомится с маленькой девочкой из детского дома — Харукой, приехавшей в Токио в поисках своей мамы, Мидзуки, которая была сестрой Юми.
Одновременно из клана Тодзё пропадает десять миллиардов иен, а главу клана — Масуру Сэру — убивают. В клане начинается борьба за пост главы клана. А весь преступный мир Японии охотится за деньгами клана Тодзё, и также за Мидзуки и Харукой, каким-то образом имеющим отношение к пропаже денег.

Одна из улиц Камуротё.

Большая часть действия игры происходит в Камуротё (яп. 歌舞伎町) (или Камуро-Сити), специальном районе Токио Синдзюку. Главная история разделена на 13 глав. Каждая глава состоит из трех отдельных, но связанных между собой частей.

### Режим событий
Включаются ролики после завершения конкретных действий или надо избить определённого человека во время режима.

### Режим приключений
Доступны различные мини-игры: UFO Catcher, баттинг кейдж, казино (баккара, блек-джек и рулетка), тоба и слот-машина.

### Режим битвы
Главного героя будут атаковать различные банды. Чтобы победить, надо добраться до лидера банды. Режим битвы включает в себя подземную арену, которая находится под землёй в специальном районе Токио Камуротё.

## Озвучивание
Это первая игра серии Yakuza, в которой присутствует озвучивание на английском языке.
| Персонаж                      | Японское озвучивание | Английское озвучивание |
| ----------------------------- | -------------------- | ---------------------- |
| Кадзума Кирю                  | Такая Курода         | Дэррил Кюрилло         |
| Харука Савамура               | Риэ Кугимия          | Дебби Дериберри        |
| Акира Нисикияма/Акира Нисики  | Кадзухиро Накатани   | Майкл Розенбаум        |
| Юми Савамура/Мидзуки Савамура | Мияко Уэсака         | Элайза Душку           |
| Синтаро Кадзама/Синтаро Фума  | Тэцуя Ватари         | Роджер Джексон         |
| Рэйна                         | Дзюнко Михара        | Рэйчел Ли Кук          |
| Макото Датэ                   | Кадзухиро Ямадзи     | Билл Фармер            |
| Футоси Симано/Футо Симано     | Наоми Кусуми         | Майкл Мэдсен           |
| Кёхэй Дзингу                  | Хироки Ёсида         | Робин Аткин Даунс      |
| Синдзи Танака                 | Такафуми Ямагути     | Дэнниел Каппеларо      |
| Горо Мадзима                  | Хидэнари Угаки       | Марк Хэмилл            |
| Лау Ка Лонг                   | Синити Рюсава        | Джеймс Хорал           |
| Сая Датэ                      | Акина Окада          | Нан Макнавара          |
| Масару Сэра/Маса Сэра         | Рюдзи Мидзуки        | Алан Дэйл              |
| Сай но Ханая                  | Ёсиаки Фудзивара     | Дуайт Шульц            |
| второстепенные персонажи      |                      | Кэм Кларк              |

## Саундтрек
Yakuza & Yakuza 2 Original Sound Track (яп. 龍が如く 龍が如く2 ORIGINAL SOUND TRACK Рю: га Готоку Рю: га Готоку 2 ORIGINAL SOUND TRACK) был выпущен лейбом Wave Master в Японии 25 января 2007 года. Музыка была написана Хидэнори Сёдзи, Сатио Огавой, Кэйтаро Ханадой, Фумио Ито и Юри Фукуда. В альбом вошли треки из первой и второй игр серии. 23 музыкальные композиции из Yakuza находятся на первом диске альбома.
| №   | Название                                             | Музыка                                 | Длительность |
| --- | ---------------------------------------------------- | -------------------------------------- | ------------ |
| 1.  | «Service Games 2005»                                 | Хидэнори Сёдзи                         | 0:32         |
| 2.  | «Receive You feat. Makoch»                           | Хидэнори Сёдзи                         | 3:30         |
| 3.  | «龍の嘶き»                                           | Хидэнори Сёдзи                         | 1:26         |
| 4.  | «Unrest»                                             | Хидэнори Сёдзи                         | 4:12         |
| 5.  | «Blow To The City»                                   | Хидэнори Сёдзи                         | 2:52         |
| 6.  | «Funk Goes On»                                       | Хидэнори Сёдзи                         | 2:53         |
| 7.  | «Son of a gun»                                       | Кэйтаро Ханада                         | 2:44         |
| 8.  | «Scarlet Scar»                                       | Хидэнори Сёдзи                         | 2:46         |
| 9.  | «Intelligence For Violence»                          | Хидэнори Сёдзи                         | 2:07         |
| 10. | «Id»                                                 | Хидэнори Сёдзи                         | 3:54         |
| 11. | «The End Of The Drama»                               | Кэйтаро Ханада                         | 3:09         |
| 12. | «Pray Me»                                            | Хидэнори Сёдзи                         | 3:06         |
| 13. | «Receive You ~The Prototype~»                        | Хидэнори Сёдзи                         | 3:49         |
| 14. | «Turning Point»                                      | Хидэнори Сёдзи                         | 2:49         |
| 15. | «誰が為に»                                           | Сатио Огава                            | 3:37         |
| 16. | «Amazing Grace ~Quartet Arrange~ feat. Eri Kawai»    | Джон Ньютон                            | 3:37         |
| 17. | «Poison Pill»                                        | Хидэнори Сёдзи                         | 1:58         |
| 18. | «Hideout»                                            | Хидэнори Сёдзи                         | 2:00         |
| 19. | «Singin' Bass»                                       | Хидэнори Сёдзи                         | 3:14         |
| 20. | «Clear Starlit Sky»                                  | Хидэнори Сёдзи                         | 1:24         |
| 21. | «Coming To My Life»                                  | Хидэнори Сёдзи                         | 1:38         |
| 22. | «Receive You ~Remix Version~ feat. Makotch»          | Хидэнори Сёдзи                         | 2:20         |
| 23. | «Extract Medley From Original Score» (Бонусный трек) | Хидэнори Сёдзи, Юри Фукуда и Фумио Ито | 10:54        |

## Версии и выпуски
С игрой поставлялась монография «Kamutai Magazine». С тех пор каждый новый выпуск «Kamutai Magazine» продавался в комплекте с каждой игрой серии Yakuza. Выпускались значки с изображением клана Тодзио.
Был выпущен бандл, в которой входили приставка PlayStation 2, игра Yakuza и DVD про игру Ryū ga Gotoku Kenzan! с 20 минутным интервью с Тосихиро Нагоси.
На сайте «Ryu Ga Gotoku» была доступна Flash-игра CodeYakuza.com, которая появилась на английском языке с субтитрами в 2006 году.
1 декабря 2012 года в Японии, на консоль PlayStation 3 был выпущен сборник Ryu ga Gotoku 1&2 HD Edition, куда вошли HD-версии Yakuza и Yakuza 2. В августе 2013 года планируется выход данного сборника на приставку Wii U.

## Адаптации

### Like a Dragon: Prologue
Известный режиссёр Такаси Миикэ в 2006 году снял фильм Like a Dragon: Prologue (яп. 龍が如く 劇場版). Сюжет был основан по игре Yakuza. Кадзуму Кирю сыграл Масакацу Фунаки, который владеет смешанным боевым искусством.

### Like a Dragon
Через год после выхода Like a Dragon: Prologue вышел новый фильм под названием Like a Dragon (яп. 龍が如く 〜序章〜) также от Такаси Миикэ. Кадзуму Кирю сыграл Кадзуки Китамура.

## Оценки и мнения
| Сводный рейтинг       | Сводный рейтинг |
| Агрегатор             | Оценка          |
| --------------------- | --------------- |
| GameRankings          | 77,67 %         |
| Metacritic            | 75/100          |
| MobyRank              | 77/100          |
| Иноязычные издания    |                 |
| Издание               | Оценка          |
| 1UP.com               | A-              |
| AllGame               | [ 16 ]          |
| EGM                   | 23/30           |
| Eurogamer             | 8/10            |
| Famitsu               | 37/40           |
| Game Informer         | 6,25/10         |
| GamePro               | [ 20 ]          |
| GameRevolution        | C-              |
| GameSpot              | 7,4/10          |
| GamesRadar+           | 8/10            |
| GameTrailers          | 8/10            |
| GameZone              | 8,5/10          |
| IGN                   | 8,2/10          |
| OPM                   | [ 17 ]          |
| Play (UK)             | 9,5/10          |
| Русскоязычные издания |                 |
| Издание               | Оценка          |
| «Страна игр»          | 8,0/10          |

Игра получила положительные отзывы от критиков. Критикам понравился увлекательный сюжет и запоминающиеся персонажи, свобода действий, интересная боевая система и несколько жанров в одной игре. Из минусов отметили скучные бои, неуправляемую камеру и технические недоработки.
Сайт GamePro назвал игру «весёлой». Из плюсов он отметил движок, сюжет и большое внимание к деталям. IGN высоко оценил боевую систему и атмосферу игры, однако критике подверглись битвы, обозреватель заявил, что благодаря сюжету и большому городу стоит этих усилий. GameSpot подвергли критике английское озвучивание игры. GameSpy в своём итоге обзора назвал Yakuza «интересным опытом», благодаря атмосфере и истории. Журнал «Страна игр» в конце обзора заявил, что «вместо ещё одной трёхкопеечной поделки мы получили роскошный интерактивный роман о криминальном мире Токио». Кроме того, журнал посоветовал игру тем, кому понравилась игра Shenmue, так как Yakuza «звание идейной преемницы оправдывает на все сто».
Game Revolution поставил оценку «C-», критикуя долгие загрузки, долгие побочные миссии и слабые мини-игры. В итоге сайт заявил, что если бы разработчики исправили все недостатки игры, то Yakuza «могла бы стать одной из самых ярких игр сезона».

## Продажи
Всего по всему миру было продано 1 млн копий, что делает её одной из самых продаваемых игр на PlayStation 2.